# Хыжне (гмина)
Хыжне (пол. Hyżne) — сельская гмина (волость) в Польше, входит как административная единица в Жешувский повет, Подкарпатское воеводство. Население — 6792 человека (на 2004 год).

## Демография
| Перепись                       | Всего   | Всего | Женщины | Женщины | Мужчины | Мужчины |
| ------------------------------ | ------- | ----- | ------- | ------- | ------- | ------- |
| Единицы                        | человек | %     | человек | %       | человек | %       |
| Население                      | 6792    | 100   | 3441    | 50,7    | 3351    | 49,3    |
| Плотность населения (чел./км²) | 133,2   | 133,2 | 67,5    | 67,5    | 65,7    | 65,7    |

## Сельские округа
1. Бжезувка
2. Дылёнгувка
3. Гжегожувка
4. Хыжне
5. Неборув
6. Шкляры
7. Вулька-Хыжненьска

## Соседние гмины
1. Гмина Блажова
2. Гмина Хмельник
3. Гмина Дынув
4. Гмина Яворник-Польски
5. Гмина Маркова
6. Гмина Тычин